# Addison (Texas)
Addison è una città incorporata della contea di Dallas, Texas, Stati Uniti. Addison è situata nell'immediato nord della città di Dallas. La popolazione della città era di 13.056 abitanti al censimento del 2010. Addison e Flower Mound erano le uniche due town del Texas con una popolazione superiore a 10.000 abitanti nel censimento del 2010; da allora le town di Prosper e Trophy Club hanno anche superato le 10.000 stime della popolazione. Addison è meglio conosciuta nella regione della Dallas-Fort Worth Metroplex per la sua abbondanza di ristoranti e locali notturni.

## Geografia fisica
Secondo lo United States Census Bureau, ha un'area totale di 4,38 mi² (11,34 km²).
Addison è delimitata dalle città di Dallas, Farmers Branch e Carrollton.

## Storia
La terra occupata da Addison fu colonizzata già nel 1846 quando Preston Witt costruì una casa vicino al White Rock Creek. Nel 1902 la comunità prese il nome di Addison, intitolata ad Addison Robertson, che lavorò come direttore postale dal 1908 al 1916. La prima industria era una sgranatrice di cotone, aperta nel 1902 su Addison Road.
La comunità era precedentemente nota come Noell Junction intitolata al colono Sidney Smith Noell, da cui la Noel Road e il Knoll Trail prendono il nome.
La città di Addison fu incorporata il 15 giugno 1953. Il primo sindaco di Addison era M. W. Morris, e gli aldermanni erano Guy Dennis, Robert W. Wood, J. E. Julian Jr., il dottor H. T. Nesbit e Seldon Knowles. Nel 1982 il nome fu cambiato in "Town of Addison".

## Società

### Evoluzione demografica
Secondo il censimento del 2010, la popolazione era di 13.056 abitanti.

### Etnie e minoranze straniere
Secondo il censimento del 2010, la composizione etnica della città era formata dal 67,7% di bianchi, l'11,8% di afroamericani, lo 0,4% di nativi americani, il 7,4% di asiatici, lo 0,0% di oceanici, il 9,0% di altre razze, e il 3,6% di due o più etnie. Ispanici o latinos di qualunque razza erano il 25,2% della popolazione.